# Cokoviće
Cokoviće (szerbül: Цоковиће), település Szerbiában, a Raškai körzet Novi Pazar községben.

## Népesség
- 1948-ban 190 lakosa volt.
- 1953-ban 244 lakosa volt.
- 1961-ben 247 lakosa volt.
- 1971-ben 203 lakosa volt.
- 1981-ben 111 lakosa volt.
- 1991-ben 54 lakosa volt.
- 2002-ben 20 lakosa volt, akik mindannyian szerbek.